# Sojuz MS-23
Sojuz MS-23 (rusky: Союз МC-23, anglicky: Soyuz MS-23, označení NASA: ISS 69S) byla ruská kosmická loď řady Sojuz, která přiletěla na Mezinárodní vesmírnou stanici (ISS) bez posádky a na Zemi se vrátila se třemi členy dlouhodobé Expedice 68, resp. 69. Start se uskutečnil 24. února 2023, let skončil přistáním 27. září 2023. Původně měla loď na ISS dopravit čerstvou posádkou pro Expedici 69, v prosinci 2022 však mimořádná událost na lodi Sojuz MS-22 připojené k ISS vyústila ve změnu plánů a Sojuz MS-23, se stal návratovou lodí pro posádku Sojuzu MS-22, která tak na stanici strávila dvě expedice a její let trval 371 dní.

## Posádka
Hlavní posádka (pouze při návratu na Zemi):
- Sergej Prokopjev (2), velitel, Roskosmos
- Dmitrij Petělin (1), palubní inženýr, Roskosmos
- Francisco Rubio (1), palubní inženýr, NASA

## Náklad
V kabině bylo při startu místo kosmonautů umístěno celkem 429 kg nákladu, tvořených prostředky pro lékařské kontroly a vyšetření, čištění stanice a sledování čistoty atmosféry, zajištění složení plynu, zásobování vodou a vybavení pro vědecké experimenty. Nechyběla ani náhradní zařízení pro systémy ruského segmentu stanice, prostředky pro přistání, údržbu a opravy, podporu posádky, prevenci nepříznivých účinků stavu beztíže, hygienu, ochranu kosmonautů před škodlivými vlivy, prádlo a nádoby s příděly potravin.

## Příprava a průběh letu
Definitivní podoba hlavní posádky, která měla v Sojuzu MS-23 přiletět na ISS na jaře 2023, byla sestavena v červenci 2022 v rámci dohody mezi NASA a Roskosmosem o vzájemné výměně míst v kosmických lodích Crew Dragon a Sojuz. Tvořili ji velitel Oleg Kononěnko, pro něhož by šlo již o pátý let, a dále Nikolaj Čub a americká astronautka Loral O'Harová, oba jako palubní inženýři při svém prvním letu
Po startu, jehož datum bylo později upřesněno na 16. března 2023, se posádka měla připojit k ISS a vystřídat Sergeje Prokopjeva, Dmitrije Petělina a Francisca Rubia, kteří by se poté ve své lodi Sojuz MS-22 vrátili na Zemi 25. března 2023. Plán se však změnil poté, co na chladicím systému Sojuzu MS-22 došlo 15. prosince 2022 k úniku chladiva v důsledku zásahu mikrometeoritu nebo kosmického smetí. Roskosmos po několika týdnech analýz rozhodl, že loď může být pro odlet své posádky použita pouze v případě krajní nouze, a proto bude o několik týdnů urychlen start Sojuzu MS-23. Jeho vypuštění bylo naplánováno na 20. února 2023, a to pouze s nákladem, bez posádky. Po připojení k ISS by stal návratovou lodí pro Prokopjeva, Petělina a Rubia, kteří by na stanici zůstali ještě několik měsíců jako členové nové Expedice 69. Jejich poškozená loď Sojuz MS-22 by mezitím od ISS odletěla bez posádky a její kabina by přistála v automatickém režimu na Zemi. To vyvolalo další změny v navazujícím programu, především posun posádek Sojuzů o jednu expedici dál (např. Kononěnko, Čub a O'Harová, kteří měli přiletět v původním termínu v Sojuzu MS-23 a stát se členy Expedice 69, se na stanici dostanou později v roce 2023 v Sojuzu MS-24 a zařadí se do Expedice 70).
Situaci však dále zkomplikovala další obdobná událost – poškození chladicího systému, která se odehrála 11. února 2023 na lodi Progress MS-21. Generální ředitel Roskosmosu Jurij Borisov o dva dny později prohlásil, že agentura přijímá opatření, která umožní vyfotografovat místo možného porušení vnějšího pláště lodi, a opět prověřuje celý technologický proces tvorby kosmické lodi a zejména systém tepelného řízení. Dodal také, že dokud se Roskosmos nedostane na místo možné poruchy, bude start kosmické lodi Sojuz MS-23 v bezpilotním režimu odložen, a to případně až do první dekády března 2023. Místo možného poškození tepelného výměníku Progressu MS-21 bylo pomocí robotického manipulátoru amerického segmentu nasnímáno 14. února 2023 a Roskosmos 17. února 2023 po vyhodnocení snímků oznámil, že k odpojení Progressu dojde 18. února, což se také stalo. Tím se uvolnil horní port modulu Poisk pro přílet Sojuzu MS-23, přičemž se datum jeho startu nakonec v důsledku uvedených události posunulo pouze o 4 dny, z 20. února na 24. února v 00:24:27 UTC.

### Průběh letu
Loď z rampy 31 kosmodromu Bajkonur odstartovala proti plánovanému času o 2 sekundy později. Při normálním průběhu vzletu se po devíti minutách dostala na oběžnou dráhu a vydala se na cestu k ISS. Po dvoudenní cestě se k hornímu portu modulu Poisk připojila 26. února 2023 v 00:58:00 UTC. Poté začala vykládka nákladu, který v kabině nahrazoval kosmonauty, a 2. března byly na svá místa v nové lodi usazeny 2 tvarované vložky do sedaček kazbek ze Sojuzu MS-22 – Prokopjevova a Petělinova. A o 4 dny později k nim přibyla také vložka Rubiova z Crew Dragonu Endurance, kam byla z bezpečnostních důvodů přechodně umístěna v lednu. Tím se Sojuz MS-23 definitivně stal lodí této tříčlenné posádky určenou k jejímu návratu na Zemi na konci Expedice 69, nebo záchrannou lodí pro případ mimořádné situace.
Během letu se loď – z bezpečnostních důvodů s posádkou na palubě – 6. dubna 2023 přesunula mezi dvěma porty ruského segmentu stanice. Velitel Sojuzu Prokopjev loď odpojil v 09:44:55 UTC od horního portu modulu Poisk (mířícího směrem od Země) a manuálně ji vzdálil několik desítek metrů od stanice, kterou pak po půlkruhové dráze zezadu obletěl. Po opětovném přiblížení loď v 10:21:44 UTC připojil ke spodnímu portu modulu Pričal (mířícímu k Zemi). Přesun byl proveden kvůli uvolnění průlezu z modulu Poisk, kterým budou kosmonauti opouštět stanici při nadcházejících výstupech do volného prostoru v dubnu a květnu, i kvůli uvolnění místa pro budoucí přílet nákladní lodi Progress MS-23.
Francisco Rubio 11. září 2023 v 17:39 UTC vyrovnal délku dosavadního rekordního amerického letu Marka Vande Heie o délce 355 dní, 3 hodiny a 46 minut z let 2021–2022.
Návrat lodi a posádky na Zemi se uskutečnil podle plánu 27. září 2023 – od stanice se odpojila v 07:54:21 UTC a nedaleko kazachstánského města Žezkazganu přistála v 11:17 UTC. Loď tak ve vesmíru strávila 215 dní, 10 hodin a 53 minut, což je nejdelší let za celou historii rodiny kosmických lodí Sojuz a současně nejdelší let v programu ISS. Prokopjev, Petělin a Rubio, kteří v Sojuzu MS-22 odstartovali k ISS již 21. září 2022, ovšem setrvali na oběžné dráze 370 dní, 21 hodin a 22 minut, což jim zajistilo sdílené 3. až 5. místo v historické tabulce nejdelších jednotlivých letů. Francisco Rubio současně ustavil nový rekord v délce letu mezi Američany.